# Campionato turco di pallavolo maschile
Il Campionato turco di pallavolo maschile è un insieme di tornei pallavolistici turchi, istituiti dalla TVF.

## Struttura
- Campionati nazionali professionistici:

Efeler Ligi: a girone unico, partecipano 12 squadre.
- Campionati nazionali non professionistici:

Voleybol 1. Ligi: a due gironi, partecipano 28 squadre.
Voleybol 2. Ligi: a sei gironi, partecipano 56 squadre.